# Cañaveral (Contralmirante Villar)
Cañaveral es un caserío peruano, capital del distrito de Casitas, perteneciente a la provincia de Contralmirante Villar del departamento de Tumbes, al norte del Perú. 

## Ubicación
Cañaveral se ubica al este de la provincia de Contralmirante Villar, en el distrito de Casitas, en el departamento de Tumbes.

## Demografía
En 2017 Cañaveral tenía una población de 379 habitantes.
| Gráfica de evolución demográfica de Cañaveral entre 1993 y 2017 |
|                                                                 |
| Fuentes: Población 1993 y 2017                                  |